# Communauté de communes du Pays d’Aire
Die Communauté de communes du Pays d’Aire war ein französischer Gemeindeverband mit der Rechtsform einer Communauté de communes im Département Pas-de-Calais in der Region Hauts-de-France. Sie wurde am 10. Mai 2000 gegründet und umfasste vier Gemeinden. Der Verwaltungssitz befand sich im Ort Aire-sur-la-Lys.

## Historische Entwicklung
Am 1. Januar 2017 wurde der Gemeindeverband mit 
- Communauté d’agglomération de Saint-Omer,
- Communauté de communes du Canton de Fauquembergues und
- Communauté de communes de la Morinie

zur Communauté d’agglomération du Pays de Saint-Omer zusammengeschlossen.

## Ehemalige Mitgliedsgemeinden
1. Aire-sur-la-Lys
2. Quiestède
3. Roquetoire
4. Wittes